# Ubolratana Radžakanjaová
Ubolratana Radžakanjaová (thajsky อุบลรัตน, * 5. dubna 1951 Lausanne) je thajská herečka a scenáristka, nejstarší dcera krále Pchúmipchona Adunjadéty.
Studovala ve Spojených státech amerických na Massachusettském technologickém institutu bakalářský titul z matematiky a biochemie a posléze magisterský titul v oboru veřejného zdraví na Kalifornské univerzitě v Los Angeles. V roce 1972 se vdala za Američana Petera Ladda Jensena a usadila se v Americe natrvalo. Používala občanské jméno Ubol Ratana a žila civilním životem. Po rozvodu v roce 1998 se v roce 2001 trvale vrátila do Thajska, kde se opět stala součástí panovnického dvora a začala se věnovat charitě.
V únoru 2019 překvapivě oznámila, že bude kandidovat za stranu Thai Raksa Čart na funkci thajské premiérky ve volbách v březnu 2019, s čímž thajský král Mahá Vatčirálongkón okamžitě vyjádřil nesouhlas. Strana Thai Raksa Čart další den oznámila, že krále bude respektovat a jeho sestra za ni tedy kandidovat nebude.

## Vyznamenání
- dáma Řádu Mahá Čakrí – 6. prosince 1961
- dáma velkokříže Řádu Chula Chom Klao
- dáma velkostuhy Řádu bílého slona
- dáma velkostuhy Řádu thajské koruny